# An Evening with Herbie Hancock & Chick Corea: In Concert
An Evening with Herbie Hancock & Chick Corea: In Concert je album v živo, ki je bil posnet na nekaj koncertih februarja 1978 in izšel istega leta kot dvojna plošča. Album vsebuje posnetke pianistov Herbieja Hancocka in Chicka Coree. Oba sta uporabljal le akustične klavirje, s čimer sta se nekoliko umaknila od električnih klaviatur in jazz fusiona, ki sta ga v večji meri v tistem času izvajala. Ta album je izšel pod imenom Herbieja Hancocka, medtem, ko je njun drugi album CoreaHancock izšel pod imenom Chicka Coree pri založbi Polydor Records.
Na vinilni plošči je »February Moment« združen z uvodom kot ena skladba. Notranje opombe albuma poudarjajo, da je moral biti zvok albuma D strani, na kateri se nahajata »Maiden Voyage« in »La Fiesta«, kompresiran, da stran ni presegla 35 minut. Ta poteza je bila storjena, da bi tako ohranili celovitost koncerta. Verzija na zgoščenki se je izognila tej težavi.

## Seznam skladb

### Stran A
1. »Someday My Prince Will Come« (Churchill, Morey) – 12:36
2. »Liza (All the Clouds'll Roll Away)« (George Gershwin, Kahn) – 8:56

### Stran B
1. »Button Up« (Chick Corea, Herbie Hancock) – 17:33

### Stran C
1. »Introduction of Herbie Hancock by Chick Corea« – 0:41
2. »February Moment« (Hancock) – 15:50

### Stran D
1. »Maiden Voyage« (Hancock) – 13:30
2. »La Fiesta« (Corea) – 21:58

## Zasedba
- Herbie Hancock – klavir, levi kanal[3]
- Chick Corea – klavir, desni kanal[3]

## Lestvice
| Leto | Lestvica              | Najvišja uvrstitev |
| ---- | --------------------- | ------------------ |
| 1979 | Billboard Jazz Albums | 8                  |
| 1979 | Billboard 200         | 100                |